# 中华人民共和国商务部

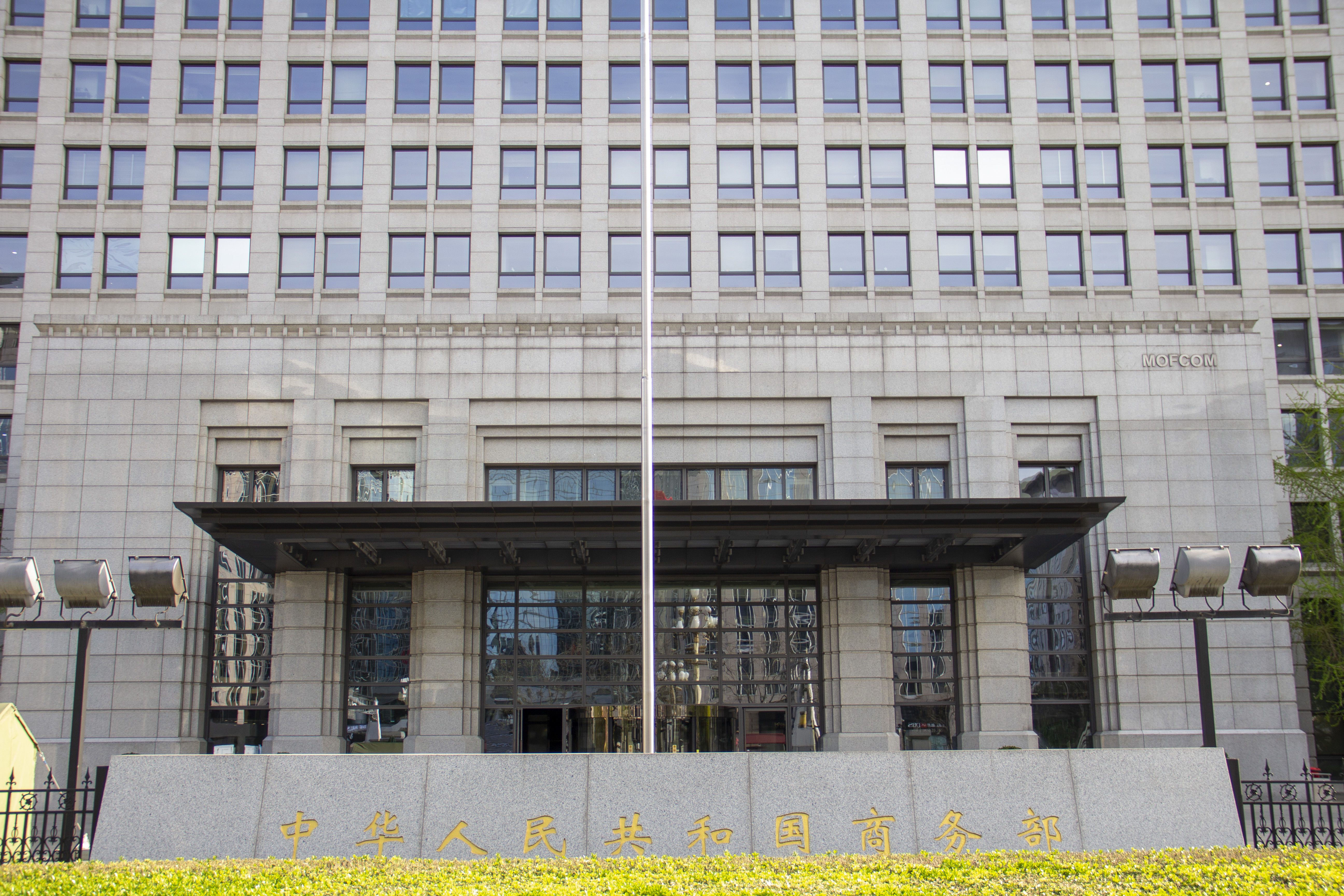
商务部正门

中華人民共和國商務部是中华人民共和国国务院主管商業經濟和貿易的组成部門。
中华人民共和国商务部主要负责研究拟定规范市场运行和流通秩序的政策法规，促进市场体系的建立和完善，深化流通体制改革，监测分析市场运行和商品供求状况，组织开展国际经济合作，负责组织协调反倾销、反补贴的有关事宜和组织产业损害调查等工作。

## 沿革
1949年11月2日，中央人民政府贸易部成立。1952年8月7日，撤消贸易部，分别成立中央人民政府对外贸易部和中央人民政府商业部。1952年9月3日，贸易部正式撤消。
1961年3月1日，对外经济联络总局成立。1964年6月10日，在对外经济联络总局基础上成立了对外经济联络委员会。1970年8月6日，对外经济联络委员会改为对外经济联络部。
1979年8月，中华人民共和国进出口管理委员会、中华人民共和国外国投资管理委员会成立。1982年3月8日，对外贸易部、对外经济联络部、国家进出口管理委员会、国家外国投资管理委员会合并成立对外经济贸易部。1993年3月16日，对外经济贸易部更名为对外贸易经济合作部。
1982年7月，对外经济贸易部设立驻上海、天津、大连、广州4个特派员办事处。1987年12月，增设驻深圳特派员办事处。1989年7月，再增设9个特派员办事处，即海南、青岛、西安、成都、武汉、郑州、福州、南京、南宁等处。1996年6月，增设驻昆明特派员办事处。
中國加入世界贸易组织後，中國市場與全球市場將會融為一體，很難再繼續嚴格地區分內貿和外貿，因此2003年舉行的第十届全国人民代表大会第一次會議決定，把原国家经济贸易委员会內負責貿易的部門和原对外贸易经济合作部合併成「商務部」，統一負責國內外經貿事務。2003年3月，撤銷对外贸易经济合作部，成立商务部。并划入原国家经济贸易委员会的内贸管理、对外经济协调、产业损害调查和重要工业品、原材料进出口计划组织实施等及原国家发展计划委员会的组织实施农产品进出口计划等职责，原对外贸易经济合作部制定、调整并公布《实施检验的进出口商品种类表》的职责，交给国家质量监督检验检疫总局。原国家经济贸易委员会屠宰技术鉴定中心划归商务部。
2003年，商务部设25个内设机构，为办公厅、人事教育劳动司、政策研究室、条约法律司、规划财务司、亚洲司、西亚非洲司、欧洲司、美洲大洋洲司、台港澳司、国际经贸关系司、世界贸易组织司(中国政府世界贸易组织通报咨询局)、对外贸易司、机电产品进出口司(国家机电产品进出口办公室)、科技发展和技术贸易司、市场体系建设司、商业改革发展司、市场运行调节司(国家茧丝绸协调办公室)、外国投资管理司、对外援助司、对外经济合作司、进出口公平贸易局、产业损害调查局、信息化司、外事司，并在商务部设立国际贸易谈判代表办公室。全国整顿和规范市场经济秩序领导小组在商务部设立办公室，承担领导小组日常工作。另编有机关党委和离退休干部局。
2006年，规划财务司分设为综合司、财务司，增设服务贸易司，机电产品进出口司与科技发展和技术贸易司重组为机电和科技产业司，并兼国家机电产品进出口办公室。
2008年，新设反垄断局（兼国务院反垄断委员会办公室）和市场秩序司，人事教育劳动司改为人事司，对外经济合作司改为对外投资和经济合作司，商业改革发展司改为商贸服务管理司。商务部可使用国际贸易谈判代表办公室名义。
2011年，将商贸服务管理司、市场运行调节司、服务贸易司、信息化司分别更名为流通业发展司、市场运行和消费促进司、服务贸易和商贸服务业司、电子商务和信息化司。
2014年，分欧洲司为欧洲司、欧亚司。机电和科技产业司并入对外贸易司，并兼国家机电产品进出口办公室。进出口公平贸易局、产业损害调查局整合为产业安全与进出口管制局、贸易救济调查局。
2018年9月13日，《中共中央办公厅 国务院办公厅关于调整商务部职责机构编制的通知》称，“商务部经营者集中反垄断执法职责及国务院反垄断委员会办公室、全国打击侵犯知识产权和制售假冒伪劣商品工作领导小组办公室职责划入国家市场监督管理总局；商务部拟订对外援助工作的政策和方案，推进援外方式改革，编制对外援助计划，确定对外援助项目，管理对外援助资金规模和使用方向等职责划入国家国际发展合作署；商务部食糖储备轮换职责划入国家粮食和物资储备局；商务部制定典当行、融资租赁公司、商业保理公司业务经营和监管规则职责划入中国银行保险监督管理委员会；商务部不再保留援外司、反垄断局、全国打击侵犯知识产权和制售假冒伪劣商品工作领导小组办公室”。
2020年8月31日，根据国家发展改革委《关于全面推开行业协会商会与行政机关脱钩改革的实施意见》（发改体改〔2019〕1063号），原由商务部主管的中国医药保健品进出口商会、中国五矿化工进出口商会、中国食品土畜进出口商会、中国藏毯协会、中国欧洲经济技术合作协会、中国国际货运代理协会、中国国际工程咨询协会、中国国际跨国公司促进会、中国国际民间组织合作促进会、国际烟花协会、中华茶人联谊会等22家行业协会（商会）与商务部分离，依法直接登记、独立运行，剥离行政职能，不再设置业务主管单位。取消对其的直接财政拨款，通过政府购买服务等方式支持其发展。

## 职责
根据《商务部主要职责内设机构和人员编制规定》、《国务院办公厅关于商务部履行现行行政法规、国务院文件中相应职责的通知》（国办发〔2003〕87号）、《中共中央办公厅、国务院办公厅关于调整商务部职责机构编制的通知》（厅字〔2018〕83号），商务部承担下列职能：
1. 拟订国内外贸易和国际经济合作的发展战略、方针、政策，起草国内外贸易、国际经济合作和外商投资的法律法规，制定实施细则、规章；研究提出国家经济贸易法规之间及其与国际多边、双边经贸条约、协定之间的衔接意见。
2. 拟订国内贸易发展规划，研究提出流通体制改革意见，培育发展城乡市场，推进流通产业结构调整和连锁经营、物流配送、电子商务等现代流通方式。
3. 研究拟订规范市场运行、流通秩序和打破市场垄断、地区封锁的政策，建立健全统一、开放、竞争、有序的市场体系；监测分析市场运行和商品供求状况，组织实施重要消费品市场调控和重要生产资料流通管理。
4. 研究制定进出口商品管理办法和进出口商品目录，组织实施进出口配额计划，确定配额、发放许可证；拟订和执行进出口商品配额招标政策。
5. 拟订并执行对外技术贸易、国家进出口管制以及鼓励技术和成套设备出口的政策；推进进出口贸易标准化体系建设；依法监督技术引进、设备进口、国家限制出口的技术和引进技术的出口与再出口工作，依法颁发与防扩散相关的出口许可证。
6. 研究提出并执行多边、双边经贸合作政策；负责多边、双边经贸对外谈判，协调对外谈判意见，签署有关文件并监督执行；建立多边、双边政府间经济和贸易联系机制并组织相关工作；处理国别（地区）经贸关系中的重要事务，管理同未建交国家的经贸活动；根据授权，代表中华人民共和国政府处理与世界贸易组织的关系，承担中华人民共和国在世界贸易组织框架下的多边、双边谈判和贸易政策审议、争端解决、通报咨询等工作。
7. 指导中华人民共和国驻世界贸易组织代表团、常驻联合国及有关国际组织经贸代表机构的工作和中华人民共和国驻外经济商务机构的有关工作；联系国际多边经贸组织驻中华人民共和国机构和外国驻中华人民共和国官方商务机构。
8. 负责组织协调反倾销、反补贴、保障措施及其他与进出口公平贸易相关的工作，建立进出口公平贸易预警机制，组织产业损害调查；指导协调国外对中华人民共和国出口商品的反倾销、反补贴、保障措施的应诉及相关工作。
9. 宏观指导全国外商投资工作；分析研究全国外商投资情况，定期向国务院报送有关动态和建议，拟订外商投资政策，拟订和贯彻实施改革方案，参与拟订利用外资的中长期发展规划；依法核准国家规定的限额以上、限制投资和涉及配额、许可证管理的外商投资企业的设立及其变更事项；依法核准大型外商投资项目的合同、章程及法律特别规定的重大变更事项；监督外商投资企业执行有关法律法规、规章及合同、章程的情况；指导和管理全国招商引资、投资促进及外商投资企业的审批和进出口工作，综合协调和指导国家级经济技术开发区的有关具体工作。
10. 负责全国对外经济合作工作；拟订并执行对外经济合作政策，指导和监督对外承包工程、劳务合作、设计咨询等业务的管理；拟订境外投资的管理办法和具体政策，依法核准国内企业对外投资开办企业（金融企业除外）并实施监督管理。
11. 负责中华人民共和国对外援助工作；拟订并执行对外援助政策和方案，签署并执行有关协议；编制并执行对外援助计划，监督检查援外项目执行情况，管理援外资金、援外优惠贷款、援外专项基金等中华人民共和国政府援外资金；推进援外方式改革。
12. 拟订并执行对香港、澳门特别行政区和台湾地区的经贸政策、贸易中长期规划；与香港、澳门特别行政区有关经贸主管机构和台湾受权的民间组织进行经贸谈判并签署有关文件；负责内地与香港、澳门特别行政区商贸联络机制工作；组织实施对台直接通商工作，处理多边、双边经贸领域的涉台问题。
13. 负责中华人民共和国驻世界贸易组织代表团、驻外经济商务机构以及有关国际组织代表机构的队伍建设、人员选派和管理；指导进出口商会和有关协会、学会的工作。
14. 承办国务院交办的其他事项。

## 机构设置
根据《商务部职能配置、内设机构和人员编制规定》、《中共中央办公厅、国务院办公厅关于调整商务部职责机构编制的通知》（厅字〔2018〕83号），商务部设置下列机构：

### 内设机构
- 办公厅（国际贸易谈判代表秘书局）
- 人事司
- 政策研究室
- 综合司
- 条约法律司
- 财务司
- 市场体系建设司
- 流通业发展司
- 市场运行和消费促进司（国家茧丝绸协调办公室）
- 对外贸易司（国家机电产品进出口办公室）
- 服务贸易和商贸服务业司
- 产业安全与进出口管制局
- 外国投资管理司
- 自贸区港建设协调司
- 对外投资和经济合作司
- 贸易救济调查局
- 国际经贸关系司
- 世界贸易组织司（中国政府世界贸易组织通报咨询局）
- 亚洲司
- 西亚非洲司
- 欧亚司
- 欧洲司
- 美洲大洋洲司
- 台港澳司
- 电子商务和信息化司
- 外事司
- 机关党委
- 机关纪委
- 离退休干部局

### 咨询议事机构
- 商务部经贸政策咨询委员会

### 直属事业单位
- 机关服务局
- 外贸发展事务局
- 投资促进事务局（英语：China Investment Promotion Agency）
- 国际经济合作事务局
- 国际贸易经济合作研究院
- 中国国际经济技术交流中心
- 配额许可证事务局
- 国际商报社
- 培训中心（商务部国际商务官员研修学院）
- 中国对外贸易中心
- 中国国际电子商务中心
- 流通产业促进中心
- 中国服务外包研究中心
- 中国国际进口博览局

### 直属企业单位
- 中国商务出版社有限公司

### 派出机构
- 各驻外外交代表机构经济商务处（驻外领事机构经济商务室）
- 中国常驻世界贸易组织代表团（副部级）
- 中央人民政府驻香港特别行政区联络办公室经济部发展处（正处级）
- 中央人民政府驻澳门特别行政区联络办公室经济部发展处（正处级）
- 商务部驻大连特派员办事处[註 1]
- 商务部驻天津特派员办事处[註 2]
- 商务部驻上海特派员办事处[註 3]
- 商务部驻广州特派员办事处[註 4]
- 商务部驻深圳特派员办事处[註 5]
- 商务部驻海南特派员办事处[註 6]
- 商务部驻南宁特派员办事处[註 7]
- 商务部驻南京特派员办事处[註 8]
- 商务部驻武汉特派员办事处[註 9]
- 商务部驻青岛特派员办事处[註 10]
- 商务部驻郑州特派员办事处[註 11]
- 商务部驻福州特派员办事处[註 12]
- 商务部驻西安特派员办事处[註 13]
- 商务部驻成都特派员办事处[註 14]
- 商务部驻杭州特派员办事处[註 15]
- 商务部驻昆明特派员办事处[註 16]

### 主管社会团体
- 中国外商投资企业协会
- 中俄机电商会
- 海峡两岸经贸交流协会
- 中国国际贸易学会
- 中国对外经济贸易会计学会
- 中国国际经济合作学会
- 中国对外经济贸易统计学会
- 中国世界贸易组织研究会
- 中国会展经济研究会
- 华侨茶业发展研究基金会

## 歷任领导
| 中央人民政府贸易部部长 - 叶季壮（1949年10月19日－1952年8月7日） 中央人民政府对外贸易部部长 - 叶季壮（1952年8月7日－1954年9月27日） 中华人民共和国对外贸易部部长 - 叶季壮（1954年9月27日－1965年9月） - 林海云（1965年9月－1970年6月，代部长） - 白相国（1970年6月－1973年10月） - 李强（1973年10月－1981年9月10日） - 郑拓彬（1981年9月10日－1982年3月8日） 中华人民共和国对外经济贸易部部长 - 陈慕华（1982年3月8日－1985年3月21日） - 郑柘彬（1985年3月21日－1990年12月28日） - 李岚清（1990年12月28日－1993年3月16日） 中华人民共和国对外贸易经济合作部部长 - 李岚清（1993年3月16日－1993年3月29日） - 吴仪（1993年3月29日－1998年3月18日） - 石广生（1998年3月18日－2003年3月17日） 中华人民共和国商务部部长 - 呂福源（2003年3月17日－2004年2月29日） - 薄熙來（2004年2月29日－2007年12月29日） - 陳德銘（2007年12月29日－2013年3月16日） - 高虎城（2013年3月16日－2017年2月24日） - 钟山 （2017年2月24日－2020年12月26日） - 王文濤（2020年12月26日－） | 中华人民共和国商务部国际贸易谈判代表（正部长级） …… - 王受文（2022年7月8日－2025年4月16日） - 李成钢（2025年4月16日－，部党组副书记兼，兼副部长） 中华人民共和国商务部副部长 …… - 王受文（2015年5月7日－2025年4月16日，2018年2月5日至2022年7月8日兼国际贸易谈判副代表，2022年7月8日至2025年4月16日国际贸易谈判代表（正部长级）兼） - 盛秋平（2022年5月－） - 凌激（2022年10月－，兼国际贸易谈判副代表） - 郭婷婷（2022年10月－2024年6月30日） - 李飞（2023年3月－2024年12月31日） - 鄢东（2025年3月3日－） - 李成钢（2025年4月16日－，部党组副书记、国际贸易谈判代表（正部长级）兼） 中央纪委国家监委驻商务部纪检监察组组长 …… - 涂更新（2020年6月－） 中华人民共和国商务部国际贸易谈判副代表 …… - 凌激（2022年10月－，副部长兼） - 李詠箑（2024年6月－2025年7月，副部长级） 中华人民共和国商务部部长助理 …… - 陈春江（2023年1月－2023年9月） - 唐文弘（2023年11月30日－） - 袁晓明（2025年7月9日－） |